# Lesbian Sex and Sexuality
Lesbian Sex and Sexuality (litt. Sexe lesbien et sexualité) est une mini-série documentaire américaine en sept épisodes, réalisé par Katherine Linton et diffusée à partir du 5 janvier 2007 par la chaîne de télévision Here!.
D'une durée totale de 158 minutes, la série explore la sexualité et les désirs des femmes homosexuelles.

## Distribution
- Julie Goldman
- Radhika Vaz
- Sarena Kennedy
- Peter Born

## Équipe de tournage
Réalisatrice et scénariste
- Katherine Linton

Producteur et productrice
- Desireena Almoradie
- Katherine Linton
- Tracey Izatt
- Paul Colichman (en)
- Stephen P. Jarchow
- Meredith Kadlec

Monteur et monteuse
- Jillian Buckley
- Kalim Armstrong
- Carrie Goldman
- Maya Stark

## Épisodes

### Saison 1
- Épisode 1 : 27 min 13 s
- Épisode 2 : 27 min 44 s
- Épisode 3 : 25 min 54 s
- Épisode 4 : 25 min 29 s
- Épisode 5 : 27 min 16 s
- Épisode 6 : 24 min 52 s

### Saison 2
- Épisode 1 : 26 min 5 s
- Épisode 2 : 26 min 8 s
- Épisode 3 : 24 min 44 s
- Épisode 4 : 24 min 8 s
- Épisode 5 : 26 min 7 s